# Dinamo Tbilisi
Sapechburto Klubi Dinamo Tbilisi (gruz. საფეხბურთო კლუბი დინამო თბილისი) – gruziński klub piłkarski z siedzibą w Tbilisi, grający w Erownuli Liga.

## Historia
Klub został założony w 1925. Na początku grał w rozgrywkach lokalnych. W latach 30. klub zaczął się szybko rozwijać, czego jedną z przyczyn było ogromne poparcie Ławrietnija Berii. W 1936 debiutował w Grupie B Mistrzostw ZSRR, w której zajął 1. miejsce i awansował do Grupy A – ówczesnej radzieckiej ekstraklasy. W najwyższej klasie rozgrywkowej ZSRR występował do 1989. Największymi sukcesami w historii klubu były: Mistrzostwo ZSRR w 1964 i 1978 oraz zdobycie Pucharu Zdobywców Pucharów Europy w 1981. Klub dokonał tego jako reprezentant ZSRR, pokonując w finale w Düsseldorfie Carl Zeiss Jena 2:1.
W 1990 klub zmienił nazwę na Iberia Tbilisi i debiutował w pierwszych rozgrywkach o Mistrzostwo niepodległej Gruzji. W sezonie 1991/92 występował jako Iberia-Dinamo Tbilisi, ale potem powrócił do historycznej nazwy Dinamo. W latach 90. był jedyną poważną siłą w lidze gruzińskiej. Zdobył pierwsze 10 tytułów mistrzowskich, dopiero na początku XXI wieku dominację stołecznego klubu przerwały inne kluby. Jednak w sezonach 2002/03, 2004/05 i 2007/08 tytuł ponownie przypadł drużynie Dinama.

## Sukcesy
- Puchar Zdobywców Pucharów:

zdobywca: 1981
- Mistrzostwo ZSRR:

mistrz: 1964, 1978
wicemistrz: 1939, 1940, 1951, 1953, 1977
3. miejsce: 1936 (j), 1946, 1947, 1950, 1959, 1962, 1967, 1969, 1971, 1972, 1976 (w), 1976 (j), 1981
- Puchar ZSRR:

zdobywca: 1976, 1979
finalista: 1936, 1937, 1946, 1959/60, 1970, 1980
- Mistrzostwo Gruzji:

mistrz: 1990, 1991, 1991/92, 1992/93, 1993/94, 1994/95, 1995/96, 1996/97, 1997/98, 1998/99, 2002/03, 2004/05, 2007/08, 2012/13, 2013/14, 2015/2016, 2019, 2020, 2022
wicemistrz: 2006/07, 2008/09, 2009/10, 2010/2011, 2017, 2018, 2021
3. miejsce: 1999/00, 2000/01, 2001/02, 2003/04, 2005/06, 2014/15
- Puchar Gruzji:

zdobywca: 1991/92, 1992/93, 1993/94, 1994/95, 1995/96, 1996/97, 2002/03, 2003/04, 2008/09, 2012/13, 2013/14, 2014/15, 2015/16
finalista: 1997/98, 2009/10, 2024
- Superpuchar Gruzji:

zdobywca: 1996, 1997, 1999, 2005, 2008
finalista: 1998
- Puchar Mistrzów WNP:

zdobywca: 2004

## Obecny skład
Stan na 6 lutego 2022
| Nr | Poz. | Piłkarz                 |
| -- | ---- | ----------------------- |
| 1  | BR   | Andrés Prieto           |
| 2  | OB   | Giorgi Maisuradze       |
| 3  | OB   | Aleksandre Kalandadze   |
| 5  | NA   | Tornike Kirkitadze      |
| 6  | NA   | Dzmitryj Ancileuski     |
| 9  | NA   | Giorgi Gabedawa         |
| 11 | NA   | Dawit Schirtladze       |
| 12 | OB   | Lewan Charabadze        |
| 14 | BR   | Luka Kutaladze          |
| 15 | PO   | Giorgi Papawa (kapitan) |
| 16 | PO   | Giorgi Gwisziani        |
| 17 | OB   | Irakli Iakobidze        |
| 18 | NA   | Barnes Osei             |

| Nr | Poz. | Piłkarz                                               |
| -- | ---- | ----------------------------------------------------- |
| 19 | OB   | Simon Gbegnon                                         |
| 21 | PO   | Dito Paczulia                                         |
| 23 | PO   | Giorgi Moiscrapiszwili                                |
| 25 | OB   | Tornike Morcziladze                                   |
| 26 | NA   | Stanisław Biłeńki                                     |
| 27 | PO   | Anzor Mekwabiszwili                                   |
| 28 | OB   | Godfrey Stephen (wypożyczony z Jagiellonii Białystok) |
| 29 | PO   | Nodar Lominadze                                       |
| 33 | BR   | Dawit Kereselidze                                     |
| 35 | OB   | Tornike Dżangidze                                     |
| 38 | NA   | Ousmane Camara                                        |
| 39 | OB   | Saba Chwadagiani                                      |

### Piłkarze na wypożyczeniu
| Nr | Poz. | Piłkarz                                                   |
| -- | ---- | --------------------------------------------------------- |
|    | PO   | Giorgi Kucia (w FK Rabotniczki Skopje do 30 czerwca 2023) |
|    | NA   | Nodar Kawtaradze (w Saburtalo Tbilisi do 31 grudnia 2022) |
|    | OB   | Giorgi Czchetiani (w SC Braga do 30 czerwca 2022)         |